# Alice Stone Blackwell
Alice Stone Blackwell (14 de septiembre de 1857 - 15 de marzo de 1950) fue una feminista estadounidense, sufragista, periodista, socialista radical, poeta, biógrafa y defensora de los derechos humanos.

## Biografía

### Temprana edad y educación
Blackwell nació en East Orange, Nueva Jersey, hija de Henry Browne Blackwell y Lucy Stone, ambos líderes del sufragio y ayudaron a establecer la Asociación de Mujeres Sufragistas de Estados Unidos (AWSA). También era sobrina de Elizabeth Blackwell , la primera doctora de Estados Unidos. Su madre presentó a Susan B Anthony al movimiento por los derechos de las mujeres y también fue la primera mujer en obtener un título universitario en Massachusetts, primero para mantener su apellido de soltera y la primera en hablar sobre los derechos de las mujeres a tiempo completo.
Blackwell fue educada en Harris Grammar School en Dorchester, Chauncy School en Boston y Abbot Academy en Andover. Asistió a la Universidad de Boston, donde fue presidenta de su clase, y se graduó en 1881, a los 24 años. Pertenecía a la Sociedad Phi Beta Kappa.

### Carrera
Blackwell es bien conocida por su trabajo hacia los derechos de las mujeres. Al principio resistió la causa de su madre y su padre, y más tarde se convirtió en una destacada reformadora. Después de graduarse de la Universidad de Boston, Alice comenzó a trabajar para el Woman's Journal, el periódico iniciado por sus padres. En 1884, su nombre estaba junto a sus padres en el tope del papel. Después de la muerte de su madre en 1893, Alice asumió la responsabilidad casi única de edición del periódico.

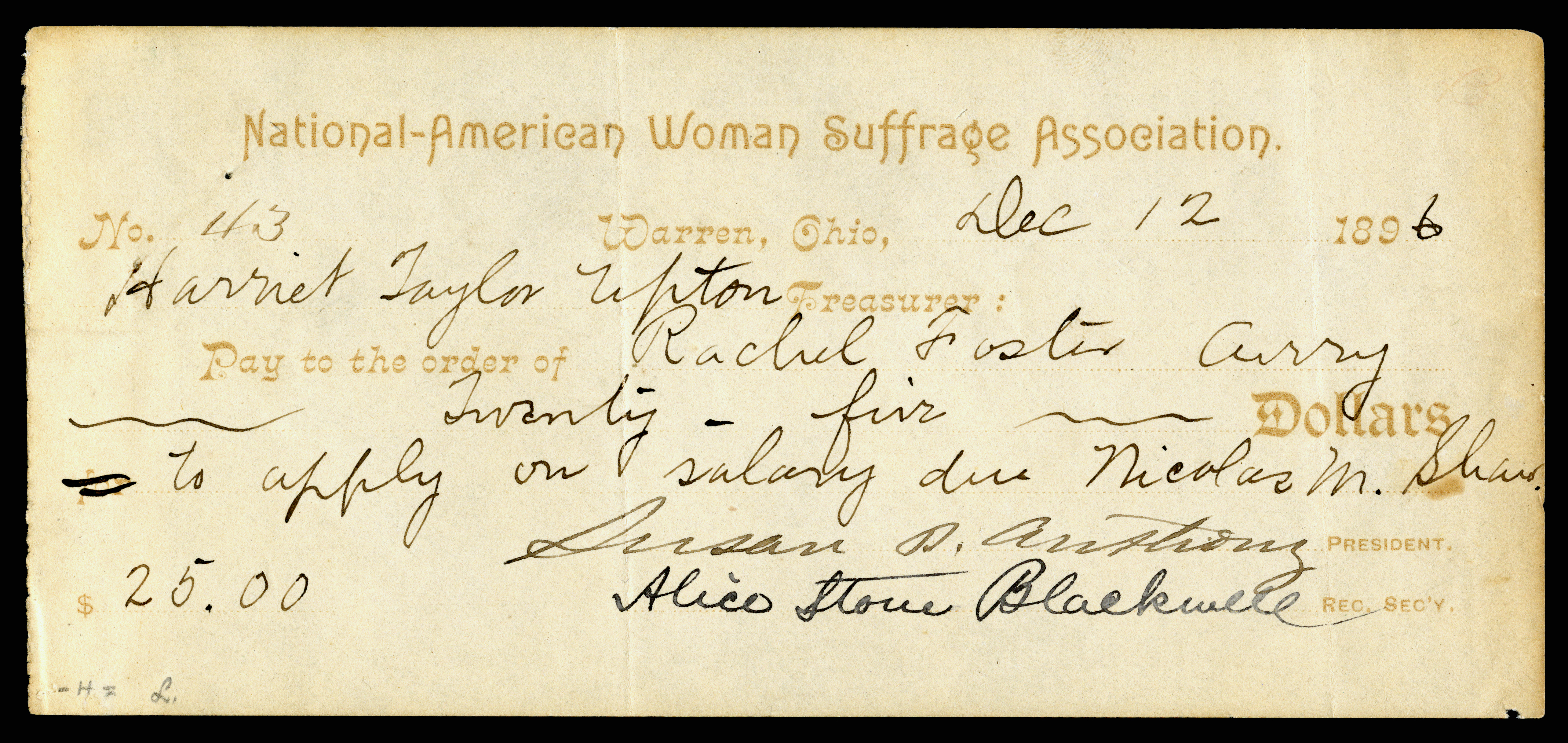
Susan B. Anthony y Alice Stone Blackwell firmaron el cheque de NAWSA, escrito por la tesorera del grupo, Harriet Taylor Upton.

En 1890, ayudó a reconciliar a la Asociación Estadounidense del Sufragio Femenino y la Asociación Nacional del Sufragio Femenino, dos organizaciones competidoras en el movimiento del sufragio femenino, a la Asociación Nacional del Sufragio Femenino Americano (NAWSA). El movimiento se había dividido en 1869 por disputas sobre el grado en que el sufragio de las mujeres debería estar vinculado al sufragio masculino afroamericano. Esta división creó AWSA, que sus padres ayudaron a organizar, y la National Woman Suffrage Association (NWSA), encabezada por Susan B. Anthony y Elizabeth Cady Stanton. De 1890 a 1908, Alice Stone Blackwell fue secretaria de registro de NAWSA y en 1909 y 1910 una de los auditores nacionales. Ella fue prominente en las actividades de la Unión de Templanza Cristiana de la Mujer. En 1903, reorganizó la Sociedad de Amigos de la Libertad Rusa en Boston.
También fue presidenta de las asociaciones de mujeres y sufragio de Nueva Inglaterra y Massachusetts y presidenta honoraria de la Liga de Mujeres Votantes de Massachusetts.
En su vida posterior, Blackwell se volvió ciega. Ella murió el 15 de marzo de 1950 a la edad de noventa y dos años.

Su hogar en Uphams Corner es un sitio en el Boston Women's Heritage Trail.

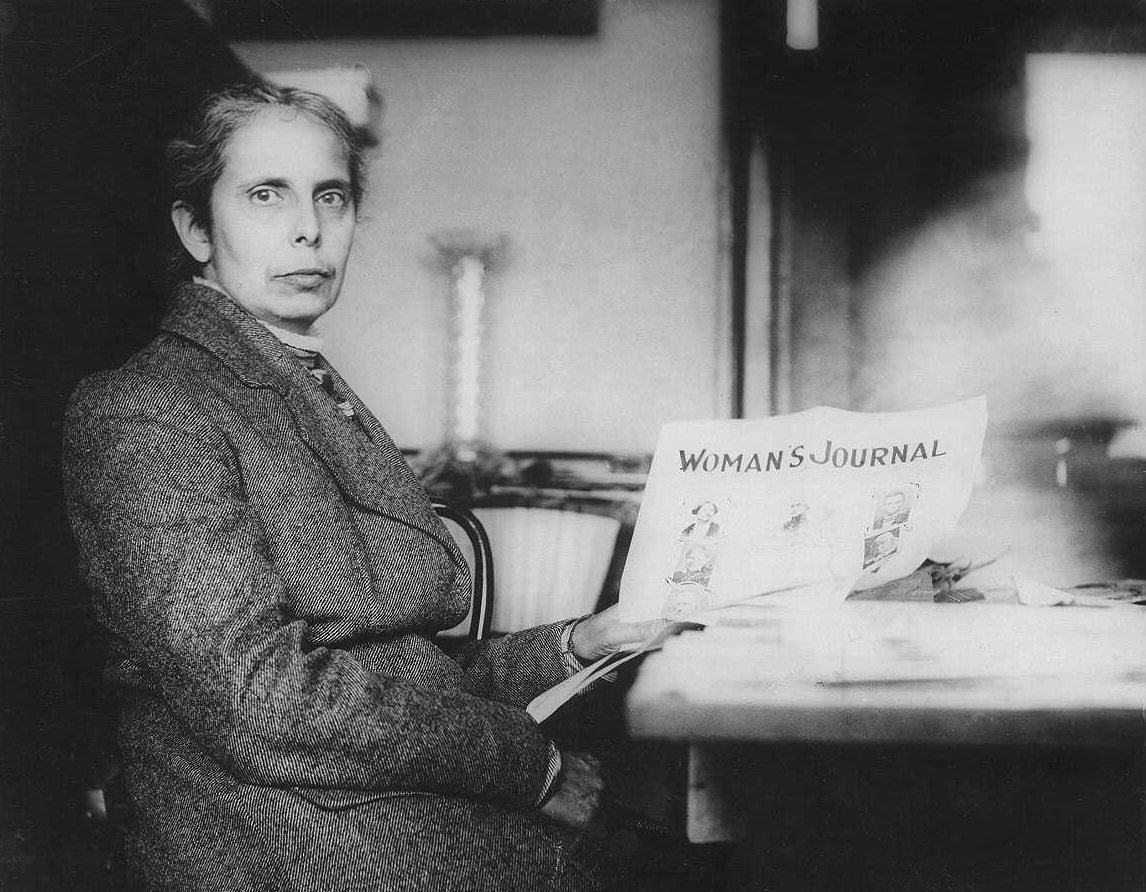
Blackwell sosteniendo una copia de Woman's Journal, alrededor de 1910.
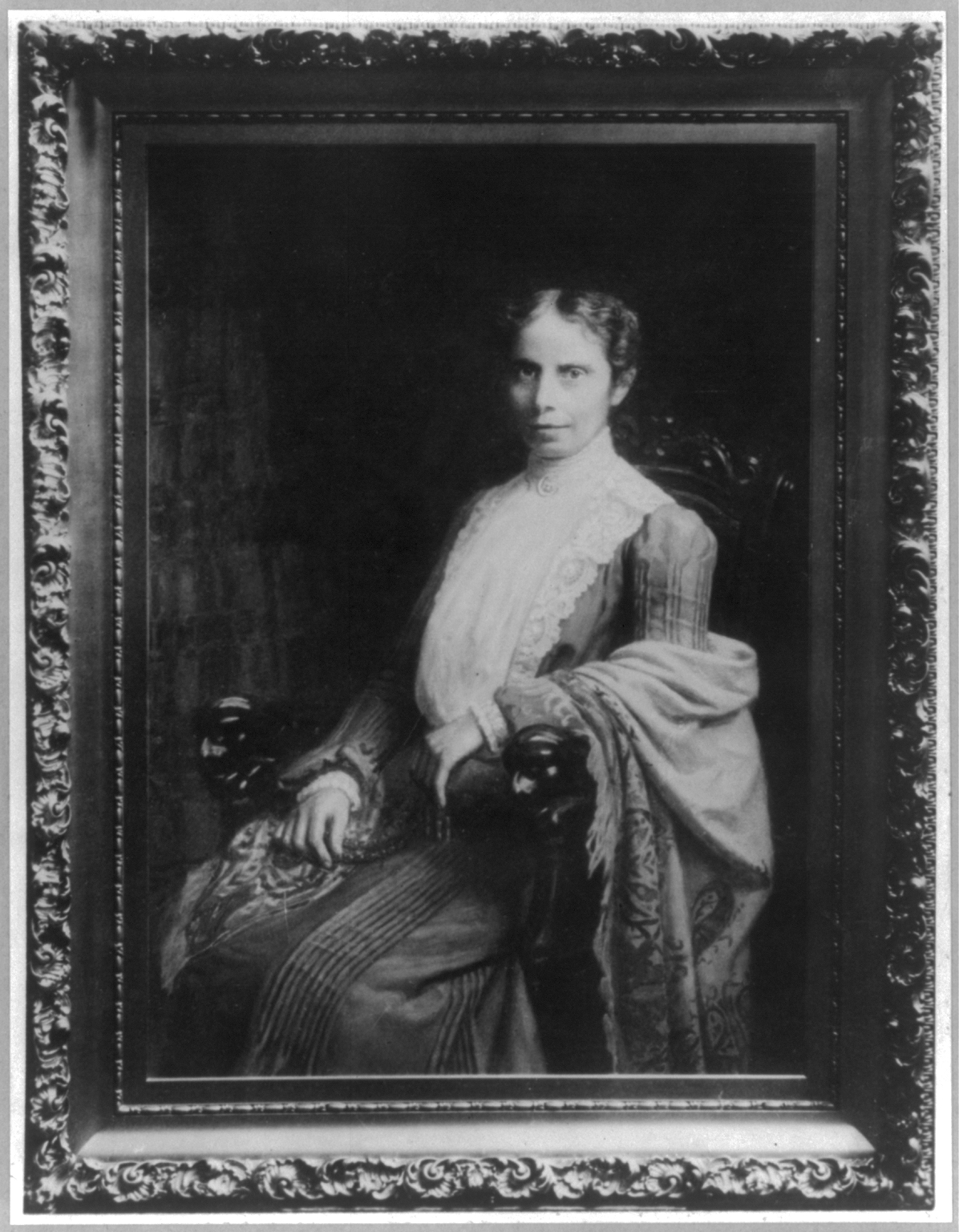
Alice Stone Blackwell

## Humanitarismo
Alice Stone Blackwell también participó en actos humanitarios fuera de los Estados Unidos. En la década de 1890, viajó a Armenia, donde se involucró apasionadamente en la comunidad de refugiados armenios. Vendió algunas de sus posesiones, particularmente las alfombras orientales de su casa en Pope's Hill en Dorchester, para beneficiar a los armenios y alimentar a sus hijos, y también proporcionó asistencia a los adultos que buscan trabajo. Esto es también cuando ella descubrió su interés en la literatura internacional. Tradujo muchas de las obras del país al inglés en Poemas armenios (1896). Ella continuaría traduciendo literatura al inglés, incluyendo obras de poesía húngara, judía, mexicana, francesa, italiana y rusa.

## Publicaciones
- Creciendo en la edad dorada de Boston: El diario de Alice Stone Blackwell, 1872-1874
- Lucy Stone: Pionera de los derechos de la mujer (publicada en 1930, reimpreso en 1971)
- Algunos poetas hispanoamericanos traducidos por Alice Stone Blackwell (publicado en 1929 por D. Appleton & Co.)
- Poemas Armenios traducido por Alice Stone Blackwell (1° vol., 1896, 2° vol., 1917).
- Canciones de Rusia (1906)
- Canciones de dolor y alegría traducidas del idioma judío de Ezekiel Leavitt (1908)